# Bogučany
Bogučany (in russo Богучаны?; in lingua evenki: Букачан, Богучан) è un villaggio della Russia asiatica, situato nel Territorio di Krasnojarsk. È il centro amministrativo del distretto Bogučanskij.
Si trova sulla riva sinistra del fiume Angara, a 148 km dalla città di Kodinsk.